# Daniel Kandlbauer
Daniel Kandlbauer (* 16. Juni 1983) ist ein Schweizer Rockmusiker aus Grindelwald. Er erreichte bei der zweiten Staffel der Schweizer Castingshow Music Star den zweiten Platz und behauptet sich seither in der Schweizer Musikszene.

## Leben
Kandlbauer wuchs, abgesehen von drei Jahren, die er in Amerika verbrachte, in Grindelwald auf. Er absolvierte die Handelsmittelschule Thun-Schadau mit kaufmännischer Berufsmaturität und war nebenbei Frontmann der Hard-Rock-Band Crossfade aus Grindelwald. Dort sammelte er erste Studioerfahrungen und nahm seine ersten beiden Alben, «Through the tunnel to the light» und «Shame?», auf. Nach seinem Erfolg bei Music Star löste sich Crossfade auf. Unter dem Namen «Nortody» spielen seine alten Bandgenossen inzwischen wieder.

## Karriere
In der Hoffnung auf einen Plattenvertrag, um von der Musik leben zu können, meldete sich Kandelbauer für die zweite Staffel von Music Star an. Er kam bis ins Finale am 26. Februar 2005, welches dann aber die Walliserin Salome Clausen gewann. Am 23. Juli 2005 veröffentlichte Kandlbauer seine erste Single Maybe in Heaven, die sich auf Platz drei der Schweizer Charts platzieren konnte. Am 20. August folgte sein Album Home. Dieses stieg direkt auf dem ersten Platz der Schweizer Hitparade ein. Kandlbauer startete im Sommer 2005 seine Home-Tour gemeinsam mit der Band Burrell von Reto Burrell, dem Produzent von «Home». Für das zweite Album «inside out» suchte Kandelbauer Musiker für eine eigene Band. Gemeinsam mit Pele Loriano (Lead- guitar), Christian «Chrigu» Kyburz (Drums) und Patrik «Kiss» Meyer (Bass) tourte er im Herbst 2006 durch die Schweiz. 
Zudem wirkte Kandlbauer bei diversen Musikprojekten mit: Er spielte «Children of Columbus» für die Reber-Rock-CD, eine Hommage an Peter Reber. Er sang zusammen mit Marc Sway, Kisha und Tanja Dankner den offiziellen Olympia-Song der Schweiz «We are on fire» für Torino 06 und nahm gemeinsam mit Polo Hofer, Sina und Sandee den «grössten Schweizer Hit aller Zeiten», «Alperose», neu auf. Für die Eishockeysaison 07/08 schrieb Kandlbauer den offiziellen Song der National League A «Power on Ice» der jeweils beim Einlaufen der Topscorers in den Stadien eingespielt wurde.
Am 4. Januar 2008 erschien das dritte Kandlbauer-Album mit dem Titel «The Shades of Light». Es ist ruhiger und melancholischer als die vorherigen beiden Alben. Mit von der Partie sind die ehemaligen «Burrell»-Bandmitglieder Toby Bachmann und Cyrill Camenzind.
Auf diesem Album ist unter anderem auch eine neue Version vom Uriah-Heep-Klassiker «Lady in Black» zu hören. Ken Hensley, Gründungsmitglied, Gitarrist und Keyboarder von Uriah Heep, sang diesen Song 1971. Er stimmte Kandlbauers Vorschlag zu, «Lady in Black» gemeinsam neu aufzunehmen. Hensley soll erklärt haben: «Wenn ich sterbe, dann trägt er die Lady weiter!»
Kandlbauer ist auch auf der Musicalbühne tätig: Von 2009 bis 2011 spielte er die Hauptrolle des „Daneli“ im Schweizer Musical Ewigi Liebi. 2013 spielte er die männliche Hauptrolle "Nick Hurley" in der deutschsprachigen Erstaufführung des Musicals Flashdance im Le Théâtre Kriens-Luzern.

## Auszeichnungen
- 2006: Prix Walo als bester Newcomer